# Хайме II (граф Урхельський)
Ха́йме ІІ (ісп. Jaime II; 1380 — 1 червня 1433) — останній граф Урхельський (1408—1413). Віконт Ахерський, господар Антільйону, Алколеї і Фраги. Представник Барселонського дому. Народився в Балагері, Арагон. Син урхельського графа Педро ІІ й монферратської маркізи Маргарити. Одружився із арагонською інфантою Ізабелою, донькою арагонського короля Педро IV (1407). Мав у шлюбі 5 дітей, серед яких коїмбрська герцогиня Ізабела. Успадкував Урхельське графство від батька (1408). Внаслідок смерті арагонського престолонаслідника Мартіна (1409) і короля (1410) став одним із претендентів на престол Арагону. Втратив шанси на корону після компромісу в Каспе (1412), за яким новим арагонським королем став Фернандо І з Трастамарського дому. Очолив політичну опозицію королівства. Під впливом матері та магната Антона де Луни відмовився визнавати Фернандо й підняв поставання. Зазнав поразок у битвах при Кастефроріте й Монтеарагоні. Здався королівським військам під час облоги Балагера (1413). Решту життя провів у тюрмах Теруеля й Хатіви. Помер в ув'язненні. Похований у Хатівській церкві святого Франциска. Також — Я́ків ІІ (лат. Iacobus), Жа́уме ІІ (кат. Jaume II).

## Сім'я
- Батько: Педро ІІ (1340—1408), граф Урхельський (1347—1408).

Дружина (з 1407): Ізабела (1376—1424), донька арагонського короля Педро IV.
- Донька: Ізабелла (1409-1459)